# どんなに どんなに
「どんなに どんなに」は、2014年3月19日にトイズファクトリーから発売されたシクラメンの4枚目のシングル。

## 概要
「どんなに どんなに」は、シクラメンからの応援歌になっている。また、MVにはプライベートでも交友のあるジュビロ磐田所属のサッカー選手・山田大記が出演している。
「ウィーアーワン」は、ジュビロ磐田の2014年シーズンソングとなっており、ジュビロ所属でMVにも出演している山田大記が歌詞に参加している。
期間限定盤Bにはシクラメン初となるLive音源CD付き。2013年12月29日のZepp TokyoのLive音源が収録されている。

## 収録曲

### 通常盤
1. どんなに どんなに
作詞：DEppa・川村結花、作曲：DEppa・川村結花・soundbreakers
  - 第86回選抜高等学校野球大会中継(MBS&GAORA)応援ソング
  - 奈良テレビ放送「高校野球奈良県大会中継」2014年度テーマソング
  - 静岡朝日テレビ「第96回全国高校野球選手権静岡大会」テーマソング
  - 山口朝日放送 「第96回全国高等学校野球選手権大会山口大会」EDテーマソング
2. ウィーアーワン
作詞:DEppa・山田大記、作曲:DEppa・宮井英俊
  - ジュビロ磐田2014年シーズンソング
3. どんなに どんなに (Inst)
4. ウィーアーワン (Inst)

### 期間限定盤A
CD
1. どんなに どんなに
2. ウィーアーワン
3. どんなに どんなに (Inst)
4. ウィーアーワン (Inst)

DVD
1. どんなに どんなに (Music Video)

### 期間限定盤B
CD
1. どんなに どんなに
2. ウィーアーワン
3. どんなに どんなに (Inst)
4. ウィーアーワン (Inst)

特典CD
1. なみだのあと
2. 大丈夫
3. 僕の宝物
4. 必死マン
5. ブチコメ!!
6. Only 愛
7. 100年初恋
8. マナザシ
9. エール